# Brianda de Acuña
Brianda de Acuña Vela (Valverde, 17 de agosto de 1576-22 de marzo de 1630) fue una monja y escritora española.

## Biografía
Nació en la localidad de Valverde, a unos cien kilómetros de Logroño, el 17 de agosto de 1576. Era hija de Bernardino González de Avellaneda y Delgadillo y María Vela de Acuña, condes de Castrillo. Residió a caballo entre Aranda de Duero y Castrillo. Al ser nombrado su padre virrey de Navarra, Brianda se quedó a vivir con la condesa de Miranda, con la que estaba emparentada.
Su fe religiosa fue en aumento, hasta que, con 26 años, entró en el convento de la Concepción del Carmen de Valladolid, de clausura de monjas carmelitas descalzas, donde tomó el nombre de Teresa de Jesús. A la ceremonia de acceso, celebrada el 10 de enero de 1602, asistieron los reyes, Felipe III y Margarita de Austria-Estiria. El ingreso tuvo lugar el 2 de abril de 1603. En el convento fue maestra de novicias y también priora, y se distinguió por seguir una vida penitente.
Escribió su propia autobiografía, algunos de cuyos capítulos se publicaron en un libro sobre ella escrito por Miguel Batista de Lanuza en el año 1657, titulado Virtudes de la V. M. Teresa de Iesus, Carmelita Descalza del convento de Valladolid, en el siglo Doña Brianda de Acuña Vela. Lo imprimió en Zaragoza Jusepe Lanaga y Lamarca. En sus páginas se puede leer un relato de su paso por el convento:

Sus silicios fueron siempre de los más penosos. Solía andar ceñida con una cadena de hierro de agudas puntas y cuatro dedos de ancho, muy apretada a la cintura o a las espaldas. De lo mismo traía en los brazos unas cadenas como brazaletes, y sobre los muslos otras... Nunca esperaba a sanar de las primeras llagas para hacer las segundas. Renovábanse en cada disciplina y como caían en parte dolorida y lastimada y en cuerpo flaco, delicado y enfermo, estaba siempre en un continuo matirio
Virtudes de la V. M. Teresa de Iesus..., 1657, páginas 176 y 177

En ese mismo libro, De Lanuza hace también una descripción física de Acuña:

Tuvo el cuerpo aunque delgado y alto con buena proporción. La cabeza no grande. El rostro sí. La frente un poco levantada por el medio. Las cejas bien hechas y no muy pobladas, su color castaño claro. Algo caídos los ojos, más redondos que rasgados, pero alegres, con mucha gravedad. El color de las niñas era cavellado oscuro. Las pestañas del color de las cejas. La nariz larga y sin encorvar, el nacimientoe strecho y el pico algo grueso y caído. La boca de buen tamaño. Los labios entre gruesos y delgados y de buena color, la barba con la proporción de las demás facciones. Las mejillas (aunque ya flacas) tuvo llenas en su juventud. De su natural era blanca, mas con las enfermedades y penitencias tenía el color amarillo y muy macilento. Todo el encaje de la cara era muy bueno y ponía fácilmente sereno el semblante. Tuvo las manos largas y de buena hechura. Este es su retrato.
Virtudes de la V. M. Teresa de Iesus..., 1657, página 206

Pedro de Villafranca grabó su retrato en una lámina. Falleció el 22 de marzo de 1630.